# Liste des monuments historiques de Blois
Ce tableau présente la liste de tous les monuments historiques classés ou inscrits dans la ville de Blois, Loir-et-Cher, en France.

## Statistiques
Blois compte 66 édifices comportant au moins une protection au titre des monuments historiques, soit 16 % des protections du Loir-et-Cher. 17 d'entre eux comportent au moins une partie classée ; les 49 autres sont inscrits.

## Liste
| Monument                                                                  | Adresse                                          | Coordonnées                      | Notice         | Protection             | Date           | Illustration                                           |
| ------------------------------------------------------------------------- | ------------------------------------------------ | -------------------------------- | -------------- | ---------------------- | -------------- | ------------------------------------------------------ |
| Abbaye Saint-Laumer                                                       | Quai de l'Abbé-Grégoire                          | 47° 35′ 01″ nord, 1° 19′ 53″ est | « PA00098334 » | Inscrit Classé Inscrit | 1939 1967 1992 | Abbaye Saint-Laumer                                    |
| Basilique Notre-Dame-de-la-Trinité                                        | 14bis rue Monin                                  | 47° 35′ 38″ nord, 1° 20′ 37″ est | « PA00132568 » | Classé                 | 1996           | Basilique Notre-Dame-de-la-Trinité                     |
| Buvette de la Renaissance                                                 | 21 rue Beauvoir                                  | 47° 35′ 17″ nord, 1° 19′ 56″ est | « PA00098361 » | Inscrit                | 1946           | Buvette de la Renaissance                              |
| Cathédrale Saint-Louis                                                    |                                                  | 47° 35′ 18″ nord, 1° 20′ 10″ est | « PA00098336 » | Classé                 | 1906           | Cathédrale Saint-Louis                                 |
| Cellier du prieuré Saint-Jean-en-Grève                                    | Boulevard Eugène Riffault                        | 47° 35′ 29″ nord, 1° 20′ 34″ est | « PA00098672 » | Inscrit                | 1992           | Image manquante Téléverser                             |
| Château                                                                   |                                                  | 47° 35′ 08″ nord, 1° 19′ 52″ est | « PA00098337 » | Classé                 | 1840           | Château                                                |
| Château de la Vicomté                                                     | Route Basse-des-Grouets                          | 47° 32′ 42″ nord, 1° 16′ 50″ est | « PA00098338 » | Inscrit                | 1946           | Image manquante Téléverser                             |
| Chocolaterie Poulain                                                      | 8 avenue Gambetta                                | 47° 35′ 01″ nord, 1° 19′ 34″ est | « PA41000001 » | Inscrit                | 1997           | Chocolaterie Poulain                                   |
| Aître Saint-Saturnin                                                      |                                                  | 47° 34′ 54″ nord, 1° 20′ 14″ est | « PA00098339 » | Classé                 | 1886           | Aître Saint-Saturnin                                   |
| Collège des Jésuites                                                      | Rue de la Poste                                  | 47° 35′ 14″ nord, 1° 19′ 47″ est | « PA00098340 » | Inscrit                | 1928           | Collège des Jésuites                                   |
| Crypte de Bourgmoyen (aujourd'hui disparue)                               |                                                  | à géolocaliser                   | « PA00098341 » | Inscrit                | 1945           | Crypte de Bourgmoyen(aujourd'hui disparue)             |
| Église Notre-Dame de Bourgmoyen (aujourd'hui disparue)                    |                                                  | à géolocaliser                   | « PA00098342 » | Inscrit                | 1928           | Église Notre-Dame de Bourgmoyen(aujourd'hui disparue)  |
| Église Saint-Nicolas (ancienne abbatiale Saint-Laumer)                    |                                                  | 47° 35′ 03″ nord, 1° 19′ 53″ est | « PA00098343 » | Classé                 | 1840           | Église Saint-Nicolas (ancienne abbatiale Saint-Laumer) |
| Église Saint-Saturnin                                                     |                                                  | 47° 34′ 55″ nord, 1° 20′ 17″ est | « PA00098344 » | Inscrit                | 1942           | Église Saint-Saturnin                                  |
| Église Saint-Vincent-de-Paul                                              |                                                  | 47° 35′ 12″ nord, 1° 19′ 47″ est | « PA00098345 » | Classé                 | 1917           | Église Saint-Vincent-de-Paul                           |
| Fontaine Louis-XII                                                        |                                                  | 47° 35′ 09″ nord, 1° 20′ 02″ est | « PA00098347 » | Classé                 | 1840           | Fontaine Louis-XII                                     |
| Fontaine Saint-Nicolas                                                    | Place Saint-Laumer                               | 47° 35′ 02″ nord, 1° 19′ 51″ est | « PA00098348 » | Inscrit                | 1946           | Fontaine Saint-Nicolas                                 |
| Fortifications (aujourd'hui disparues)                                    |                                                  | 47° 35′ 06″ nord, 1° 19′ 53″ est | « PA00098349 » | Inscrit                | 1942           | Fortifications(aujourd'hui disparues)                  |
| Grèneterie de Marmoutier                                                  | 6 rue des Jacobins                               | 47° 35′ 04″ nord, 1° 19′ 59″ est | « PA00098368 » | Inscrit                | 1946           | Grèneterie de Marmoutier                               |
| Halle aux grains                                                          | 2 place Jean-Jaurès                              | 47° 35′ 25″ nord, 1° 20′ 08″ est | « PA00098350 » | Inscrit                | 1982           | Halle aux grains                                       |
| Haras national                                                            | Avenue Maunoury                                  | 47° 35′ 49″ nord, 1° 20′ 28″ est | « PA00098668 » | Inscrit                | 1992           | Haras national                                         |
| Hôtel d'Alluye                                                            | 8 rue Saint-Honoré                               | 47° 35′ 16″ nord, 1° 19′ 55″ est | « PA00098351 » | Classé                 | 1929           | Hôtel d'Alluye                                         |
| Hôtel d'Amboise (aujourd'hui déclassé)                                    | 6 place du Château                               | 47° 35′ 08″ nord, 1° 19′ 54″ est | « PA00098352 » | Inscrit                | 1938           | Hôtel d'Amboise(aujourd'hui déclassé)                  |
| Hôtel Belot                                                               | 10 rue des Papegauds                             | 47° 35′ 17″ nord, 1° 20′ 10″ est | « PA00098353 » | Classé                 | 1889           | Hôtel Belot                                            |
| Hôtel de Bretagne                                                         | 2 rue Jean Bernier                               | 47° 35′ 05″ nord, 1° 19′ 48″ est | « PA00098386 » | Inscrit                | 1946           | Hôtel de Bretagne                                      |
| Hôtel de Condé                                                            | 3 rue des Juifs                                  | 47° 35′ 15″ nord, 1° 20′ 07″ est | « PA00098370 » | Inscrit                | 1933           | Hôtel de Condé                                         |
| Hôtel Denis-Dupont                                                        | 2 rue Saint-Honoré                               | 47° 35′ 15″ nord, 1° 19′ 54″ est | « PA00098355 » | Classé                 | 1931           | Hôtel Denis-Dupont                                     |
| Hôtel d'Épernon (aujourd'hui déclassé)                                    | 4 place du Château                               | 47° 35′ 08″ nord, 1° 19′ 55″ est | « PA00098356 » | Inscrit                | 1938           | Hôtel d'Épernon(aujourd'hui déclassé)                  |
| Hôtel de Guise                                                            | 18 rue Chemonton                                 | 47° 35′ 16″ nord, 1° 19′ 49″ est | « PA00098363 » | Inscrit                | 1934           | Hôtel de Guise                                         |
| Hôtel Jacques de Moulins                                                  | 2 rue des Juifs                                  | 47° 35′ 15″ nord, 1° 20′ 08″ est | « PA00098369 » | Inscrit                | 1945           | Hôtel Jacques de Moulins                               |
| Hôtel de Jassand                                                          | 5 rue Fontaine-des-Élus                          | 47° 35′ 14″ nord, 1° 20′ 11″ est | « PA00098357 » | Inscrit                | 1928           | Hôtel de Jassand                                       |
| Hôtel de Lavallière                                                       | 5 rue du Puits-Châtel                            | 47° 35′ 15″ nord, 1° 20′ 11″ est | « PA00098380 » | Inscrit Classé         | 1928 1963      | Hôtel de Lavallière                                    |
| Hôtel de préfecture de Loir-et-Cher                                       | 578 rue de la Madeleine                          | 47° 35′ 27″ nord, 1° 20′ 02″ est | « PA00098392 » | Inscrit                | 1977           | Hôtel de préfecture de Loir-et-Cher                    |
| Hôtel Sardini                                                             | 7 rue du Puits-Châtel                            | 47° 35′ 16″ nord, 1° 20′ 12″ est | « PA00098358 » | Inscrit Classé         | 1927 1963      | Hôtel Sardini                                          |
| Hôtel Viart                                                               | 1 rue Pardessus 47 rue du Commerce               | 47° 35′ 13″ nord, 1° 20′ 00″ est | « PA00098359 » | Inscrit                | 1929           | Hôtel Viart                                            |
| Hôtel de ville (ancien palais épiscopal)                                  |                                                  | 47° 35′ 19″ nord, 1° 20′ 14″ est | « PA00098346 » | Classé                 | 1930           | Hôtel de ville (ancien palais épiscopal)               |
| Hôtel-Dieu                                                                | Place Louis-XII Rue du Bourg-Moyen               | 47° 35′ 07″ nord, 1° 20′ 00″ est | « PA00098354 » | Inscrit                | 1946           | Hôtel-Dieu                                             |
| Immeuble                                                                  | 6, 8, 12 rue Chemonton                           | 47° 35′ 14″ nord, 1° 19′ 50″ est | « PA00098360 » | Inscrit                | 1928           | Immeuble                                               |
| Maison                                                                    | 15 rue des Carmélites                            | 47° 35′ 01″ nord, 1° 19′ 43″ est | « PA00098362 » | Inscrit                | 1946           | Image manquante Téléverser                             |
| Maison                                                                    | 41bis rue du Commerce                            | 47° 35′ 12″ nord, 1° 20′ 01″ est | « PA00098364 » | Inscrit                | 1931           | Maison                                                 |
| Maison                                                                    | 48, 50 rue Denis-Papin                           | 47° 35′ 14″ nord, 1° 20′ 00″ est | « PA00098365 » | Inscrit                | 1946           | Maison                                                 |
| Maison                                                                    | 11 rue Fontaine-des-Élus                         | 47° 35′ 14″ nord, 1° 20′ 10″ est | « PA00098366 » | Inscrit                | 1941           | Maison                                                 |
| Maison                                                                    | 30 rue de la Foulerie                            | 47° 35′ 14″ nord, 1° 20′ 12″ est | « PA00098367 » | Inscrit                | 1946           | Maison                                                 |
| Maison                                                                    | 4 rue des Papegauds 3 rue des Degrès-Saint-Louis | 47° 35′ 16″ nord, 1° 20′ 10″ est | « PA00098372 » | Inscrit                | 1928           | Maison                                                 |
| Maison                                                                    | 14 rue des Papegauds                             | 47° 35′ 17″ nord, 1° 20′ 11″ est | « PA00098373 » | Inscrit                | 1946           | Maison                                                 |
| Maison                                                                    | 8 rue Pardessus                                  | 47° 35′ 14″ nord, 1° 20′ 00″ est | « PA00098374 » | Inscrit                | 1946           | Maison                                                 |
| Maison Usu Vetera Nova                                                    | 1 rue Pierre-de-Blois                            | 47° 35′ 15″ nord, 1° 20′ 06″ est | « PA00098376 » | Inscrit                | 2024           | Maison Usu Vetera Nova                                 |
| Maison                                                                    | 4 rue Pierre-de-Blois                            | 47° 35′ 16″ nord, 1° 20′ 06″ est | « PA00098377 » | Inscrit                | 1928           | Maison                                                 |
| Maison                                                                    | 6 rue Pierre-de-Blois                            | 47° 35′ 16″ nord, 1° 20′ 06″ est | « PA00098378 » | Inscrit                | 1928           | Maison                                                 |
| Maison                                                                    | 17 rue Porte-Chartraine                          | 47° 35′ 16″ nord, 1° 19′ 54″ est | « PA00098379 » | Inscrit                | 1932           | Image manquante Téléverser                             |
| Maison                                                                    | 1, 3 rue Saint-Lubin                             | à géolocaliser                   | « PA00098382 » | Classé                 | 1889           | Maison                                                 |
| Maison                                                                    | 36 rue Saint-Lubin                               | 47° 35′ 06″ nord, 1° 19′ 55″ est | « PA00098383 » | Inscrit                | 1946           | Maison                                                 |
| Maison                                                                    | 38 rue Saint-Lubin Rue Robert-Houdin             | 47° 35′ 06″ nord, 1° 19′ 55″ est | « PA00098384 » | Inscrit                | 1946           | Maison                                                 |
| Maison                                                                    | 2 carrefour Saint-Michel                         | 47° 35′ 15″ nord, 1° 20′ 09″ est | « PA00098385 » | Inscrit                | 1931           | Maison                                                 |
| Maison                                                                    | 20 rue du Vieux-Pont                             | à géolocaliser                   | « PA00098387 » | Inscrit                | 1928           | Image manquante Téléverser                             |
| Maison                                                                    | 25 rue des Violettes                             | 47° 35′ 08″ nord, 1° 19′ 57″ est | « PA00098388 » | Inscrit                | 1946           | Maison                                                 |
| Maison des acrobates                                                      | 3, 3bis place Saint-Louis                        | 47° 35′ 17″ nord, 1° 20′ 06″ est | « PA00098381 » | Classé                 | 1922           | Maison des acrobates                                   |
| Maison Calcat                                                             | Les Cormiers 130, 132, 134 rue Albert-Ier        | 47° 34′ 27″ nord, 1° 18′ 38″ est | « PA41000002 » | Inscrit                | 1997           | Maison Calcat                                          |
| Maison de la Chancellerie                                                 | 11 rue du Lion-Ferré Rue Chemonton               | 47° 35′ 14″ nord, 1° 19′ 51″ est | « PA00098371 » | Classé                 | 2023           | Maison de la Chancellerie                              |
| Maison de Denis Papin (Hôtel de Villebresme)                              | Rue Pierre-de-Blois                              | 47° 35′ 15″ nord, 1° 20′ 06″ est | « PA00098375 » | Inscrit                | 1928           | Maison de Denis Papin (Hôtel de Villebresme)           |
| Les parois peintes de l’appartement de l’ancienne maison du Docteur Luzuy | 12 rue du Docteur-Luzuy                          | 47° 35′ 04″ nord, 1° 19′ 39″ est | « PA41000075 » | Inscrit                | 2020           | Image manquante Téléverser                             |
| Palais de justice                                                         | Place de la République                           | 47° 35′ 22″ nord, 1° 20′ 00″ est | « PA00098390 » | Inscrit                | 1977           | Palais de justice                                      |
| Pavillon d'Anne de Bretagne                                               | Château                                          | 47° 35′ 11″ nord, 1° 19′ 44″ est | « PA00098335 » | Classé                 | 1886           | Pavillon d'Anne de Bretagne                            |
| Pont Jacques-Gabriel                                                      |                                                  | 47° 35′ 07″ nord, 1° 20′ 15″ est | « PA00098391 » | Inscrit                | 1937           | Pont Jacques-Gabriel                                   |
| Pont Saint-Michel sur le Cosson et Ponts Chartrains                       |                                                  | 47° 34′ 05″ nord, 1° 20′ 33″ est | « PA41000037 » | Inscrit                | 2006           | Pont Saint-Michel sur le Cosson et Ponts Chartrains    |
| Tour d'Argent (aujourd'hui disparue)                                      | Rue des Trois-Clefs                              | 47° 35′ 15″ nord, 1° 20′ 04″ est | « PA00098393 » | Inscrit                | 1926           | Tour d'Argent(aujourd'hui disparue)                    |
| Tour Beauvoir                                                             |                                                  | 47° 35′ 18″ nord, 1° 19′ 56″ est | « PA00098389 » | Inscrit                | 1948           | Tour Beauvoir                                          |